# Lista över Moskvas tunnelbanestationer
Här listas stationerna i Moskvas tunnelbana.

## Sokolnitjeskajalinjen
- Bulvar Rokossovskogo
- Tjerkizovskaja
- Preobrazjenskaja Plosjtjad
- Sokolniki
- Krasnoselskaja
- Komsomolskaja
- Krasnije Vorota
- Chistije Prudi
- Lubjanka
- Ochotnij Rjad
- Biblioteka imeni Lenina
- Kropotkinskaja
- Park Kultury
- Frunzenskaja
- Sportivnaja
- Vorobjovy Gory
- Universitet
- Prospekt Vernadskogo
- Jugo-Zapadnaja
- Troparjovo
- Rumjantsevo
- Salarjevo

## Zamoskvoretskajalinjen
- Chovrino
- Belomorskaja
- Retjnoj Vokzal
- Vodnij Stadion
- Vojkovskaja
- Sokol
- Aeroport
- Dinamo
- Belorusskaja
- Majakovskaja
- Tverskaja
- Teatralnaja
- Novokuznetskaja
- Paveletskaja
- Avtozavodskaja
- Technopark
- Kolomenskaja
- Kasjirskaja
- Kantemirovskaja
- Tsaritsino
- Orechovo
- Domodedovskaja
- Krasnogvardejskaja
- Alma-Atinskaja

## Arbatsko-Pokrovskajalinjen
- Sjtjolkovskaja
- Pervomajskaja
- Izmajlovskaja
- Partizanskaja
- Semjonovskaja
- Elektrozavodskaja
- Baumanskaja
- Kurskaja
- Plosjtjad Revoljutsii
- Arbatskaja
- Smolenskaja
- Kievskaja
- Park Pobedy
- Slavjanskij Bulvar
- Kuntsevskaja
- Molodjozjnaja
- Krylatskoje
- Strogino
- Mjakinino
- Volokolamskaja
- Mitino
- Pjatnitskoje Sjosse

## Filjovskajalinjen
- Kuntsevskaja
- Pionerskaja
- Filjovski Park
- Bagrationovskaja
- Fili
- Kutuzovskaja
- Studentjeskaja
- Vystavotjnaja
- Mezjdunarodnaja
- Kijevskaja
- Smolenskaja
- Arbatskaja
- Aleksandrovskij Sad

## Koltsevajalinjen
- Kijevskaja
- Krasnopresnenskaja
- Belorusskaja
- Novoslobodskaja
- Prospekt Mira
- Komsomolskaja
- Kurskaja
- Taganskaja
- Paveletskaja
- Dobryninskaja
- Oktiabrskaja
- Park Kultury

## Kaluzjsko-Rizjskajalinjen
- Medvedkovo
- Babusjkinskaja
- Sviblovo
- Botanitjeskij Sad
- VDNCh
- Aleksejevskaja
- Rizjskaja
- Prospekt Mira
- Sucharevskaja
- Turgenevskaja
- Kitaj-Gorod
- Tretjakovskaja
- Oktiabrskaja
- Sjabolovskaja
- Leninskij Prospekt
- Akademitjeskaja
- Profsojuznaja
- Novije Tjeromusjki
- Kaluzjskaja
- Beljajevo
- Konkovo
- Tioplij Stan
- Jasenevo
- Novojasenevskaja

## Tagansko-Krasnopresnenskajalinjen
- Planernaja
- Schodnenskaja
- Tusjinskaja
- Spartak
- Sjtjukinskaja
- Oktiabrskoje Pole
- Polezjajevskaja
- Begovaja
- Ulitsa 1905 Goda
- Barrikadnaja
- Pusjkinskaja
- Kuznetskij Most
- Kitaj-Gorod
- Taganskaja
- Proletarskaja
- Volgogradskij Prospekt
- Tekstilsjtjiki
- Kuzminki
- Rjazanskij Prospekt
- Vychino
- Lermontovskij Prospekt
- Zjulebino
- Kotelniki

## Kalininsko-Solntsevskajalinjen

### Östra delen
- Novokosino
- Novogirejevo
- Perovo
- Sjosse Entuziastov
- Aviamotornaja
- Plosjtjad Ilitja
- Marksistskaja
- Tretjakovskaja

### Västra delen
- Delovoj Tsentr
- Park Pobedy
- Minskaja
- Lomonosovskij Prospekt
- Ramenki

## Serpuchovsko-Timirjazevskaja-linjen
- Altufjevo
- Bibirevo
- Otradnoye
- Vladikino
- Petrovsko-Razumovskaja
- Timirjazevskaja
- Dmitrovskaja
- Savjolovskaja
- Mendelejevskaja
- Tsvetnoj Bulvar
- Tjechovskaja
- Borovitskaja
- Poljanka
- Serpuchovskaja
- Tulskaja
- Nagornaja
- Nagatinskaja
- Nachimovskij Prospekt
- Sevastopolskaja
- Tjertanovskaja
- Juzjnaja
- Prazjskaja
- Ulitsa Akademika Jangela
- Annino
- Bulvar Dmitrija Donskogo

## Ljublinsko-Dmitrovskaja-linjen
- Fiztech
- Lianozovo
- Jachromskaja
- Seligerskaja
- Verchnije Lichobory
- Okruzjnaja
- Petrovsko-Razumovskaja
- Fonvizinskaja
- Butyrskaja
- Marina Rosjtja
- Dostojevskaja
- Trubnaja
- Sretenskij Bulvar
- Tjkalovskaja
- Rimskaja
- Krestjanskaja Zastava
- Dubrovka
- Petjatniki
- Kozjuchovskaja
- Volzjskaja
- Ljublino
- Bratislavskaja
- Marino
- Borisovo
- Sjipilovskaja
- Ziablikovo

## Andra ringlinjen
- Kasjirskaja
- Varsjavskaja
- Kachovskaja
- Zjuzino
- Vorontsovskaja
- Novatorskaja
- Prospekt Vernadskogo

## Butovskaja stadsbanelinje
- Bittsevskij park
- Lesoparkovaja
- Ulitsa Starokatjalovskaja
- Ulitsa Skobelevskaja
- Bulvar Admirala Usjakova
- Ulitsa Gortjakova
- Buninskaja Alleja

## Övergivna stationer
- Pervomajskaja
- Volokolamskaja
- Kaluzjskaja